# Riikka Honkanen
Pour les articles homonymes, voir Honkanen.
 Riikka Honkanen, née le 17 juillet 1998 à Klaukkala, est une  skieuse alpine finlandaise.

## Biographie
En 2016 à Sotchi elle devient vice-championne du monde juniors de slalom géant. Cette même année elle prend la 3e place de l'épreuve par équipe (avec la Finlande) des jeux olympiques de la jeunesse à Lillehammer.
En 2018 à Davos, elle prend la 3e place des championnats du monde juniors de slalom géant.
Entre 2017 et 2021 elle participe à 3 championnats du monde (seniors) consécutifs. Elle obtient son meilleur résultat individuel en prenant la 29e place du géant de Åre en 2019.
En avril 2019 elle devient triple Championne de Finlande de slalom, géant et combiné à  Levi et Ylläs.
En février 2022, elle est sélectionnée pour participer à ses premiers Jeux olympiques, à Pékin. Elle y prend la 37e place du slalom.
Elle prend sa retraite sportive à la fin de la saison 2022-2023.

## Palmarès

### Jeux olympiques
| Épreuve / Édition | Slalom géant | Slalom |
| JO 2022 Pékin     | Abandon      | 37e    |

### Championnats du monde
| Édition / Epreuve               | Descente | Super G | Slalom géant | Slalom  | Combiné | Parallèle | Team event |
| Mondiaux 2017 Saint-Moritz      | -        | -       | 34e          | Abandon | -       | -         | -          |
| Mondiaux 2019 Åre               | -        | -       | 29e          | Abandon | -       | -         | 9e         |
| Mondiaux 2021 Cortina d'Ampezzo | -        | -       | Abandon      | Abandon | -       | 21e       | 9e         |

### Championnats du monde juniors
| Épreuve / Édition          | Descente | Super G | Slalom géant | Slalom  | Combiné | Team event |
| Mondiaux 2016 Sotchi       | -        | -       | Argent       | Abandon | -       | -          |
| Mondiaux 2017 Åre          | -        | -       | 4e           | 5e      | -       | -          |
| Mondiaux 2018 Davos        | -        | -       | Bronze       | Abandon | -       | -          |
| Mondiaux 2019 Val di Fassa | -        | -       | 6e           | 21e     | -       | -          |

### Jeux olympiques de la jeunesse
| Épreuve / Édition    | Slalom | Super G | Slalom géant | Combiné | Team event |
| JOJ 2016 Lillehammer | 7e     | -       | 11e          | -       | Bronze     |